# Ruine Tannegg
Die Ruine Tannegg ist die Ruine einer Spornburg westlich des Dorfs Dussnang in der Thurgauer Gemeinde Fischingen in der Ostschweiz.

## Geschichte

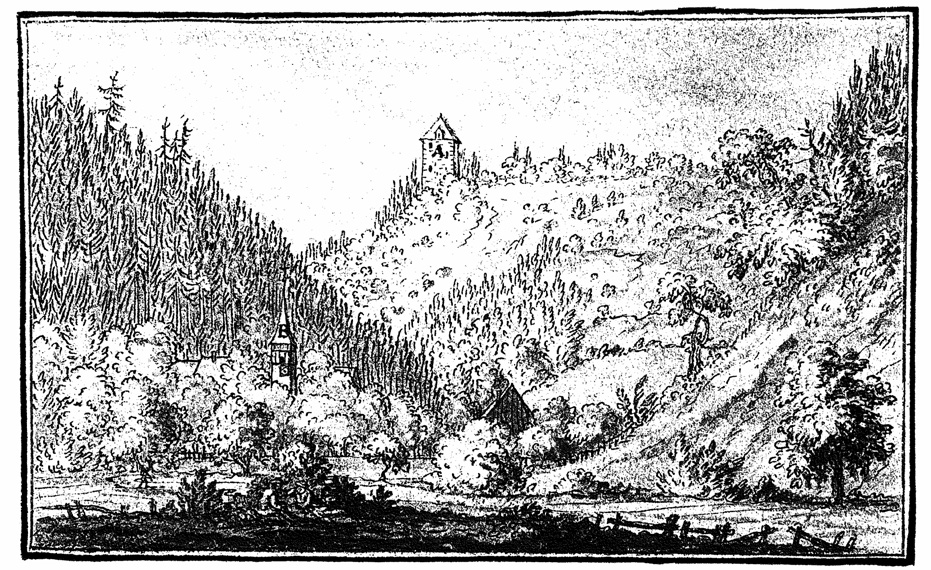
Burg Tannegg von Südosten, vor 1837

Die Burg Tannegg wurde ziemlich sicher vom Konstanzer Bischof Heinrich von Tanne, der von 1233 bis 1248 im Amt war, zur Verwaltung der zum Bischof von Konstanz gehörenden Herrschaft Tannegg erbaut. Die grosse Grundfläche der Vorburg lässt vermuten, dass zur Burg auch eine kleine Stadtanlage gehörte. Die Vogtei Tannegg hielten 1300–1402 die Toggenburger.
Eine Chronik berichtet, dass 1407 während der Appenzeller Kriege die Appenzeller auf ihrer «Burgenbruch-Runde» Burg und Städtchen Tannegg zerstört hätten.
Obwohl Burg und Städtchen als Machtzentrum des Konstanzer Bischofs im Hinterthurgau vorgesehen waren, wurde 1693 die vom übrigen Herrschaftsgebiet des Bistums weit entfernte Burg zusammen mit dem Tannegger Amt an das Kloster Fischingen verkauft.
Von der Burganlage stand bis 1837 noch der Hauptturm aufrecht. Dieser wurde abgetragen und die Steine fanden beim Brückenbau Verwendung.

## Beschreibung
Die südliche Mauerflucht aus grossen Findlingen liegt frei und der Mauerstumpf des Hauptturms ist deutlich sichtbar. Die Aussenseite der Turmmauer besteht aus grossen Findlingen, innen ist sie aus zugehauenen Tuffblöcken zusammengefügt. Der Turm der Tannegg war rechteckig und war aussen etwa 15,2 × 11,6 m und innen 8 × 5,2 m gross. Mit seinen imposanten Massen erinnert er an Türme, wie sie bei den Schlössern Frauenfeld, Arbon, Elgg oder Hegi bei Winterthur erhalten geblieben sind.